# Temporada 1997 de la CART World Series
La temporada 1997 de la PPG CART World Series fue la decimonovena temporada de la Championship Auto Racing Teams y siendo también parte del Campeonato de Monoplazas de Estados Unidos, se corrieron 17 carreras, iniciando el 2 de marzo en Homestead, Florida, y terminando el 28 de septiembre en Fontana, California. El campeón del PPG CART World Series fue para el piloto italiano excorredor de la Fórmula 1 Alex Zanardi. El destacado novato de la temporada, fue el piloto canadiense Patrick Carpentier.

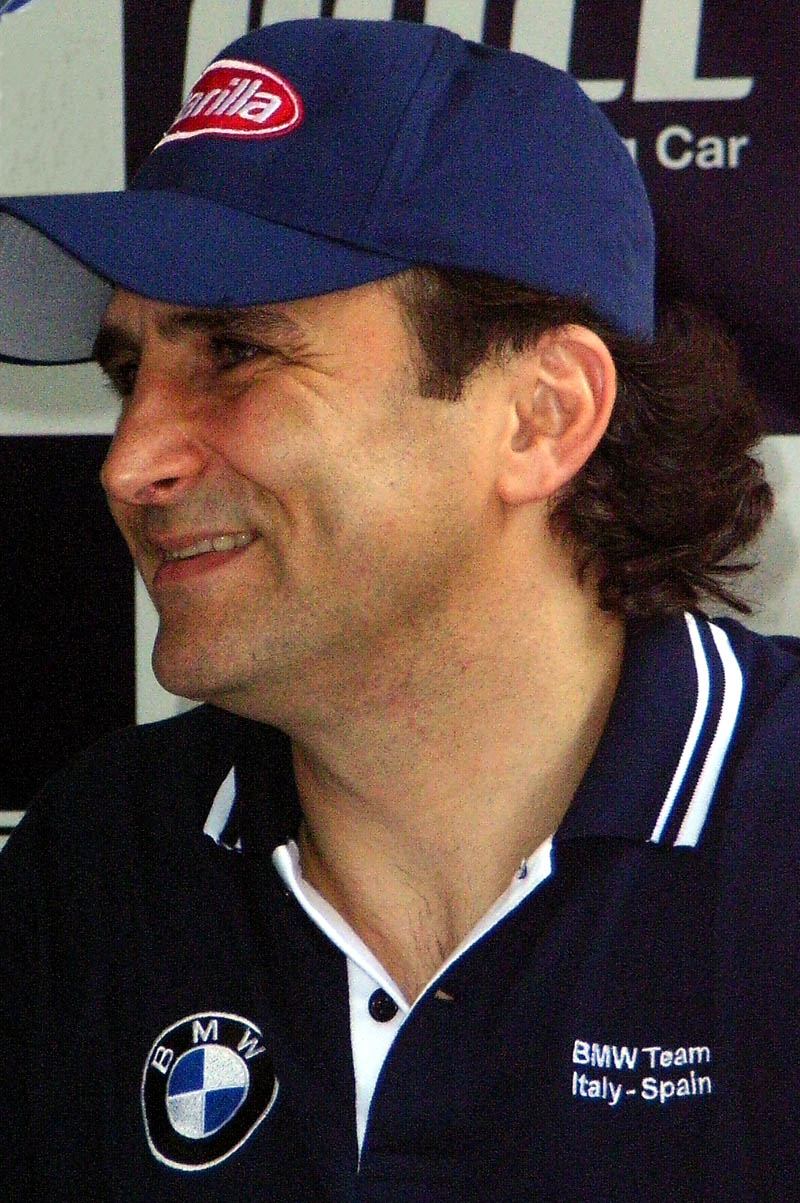
El piloto italiano excorredor de la Fórmula 1 Alex Zanardi, se adjudicó el título de la Championship Auto Racing Teams de la temporada 1998.

## Pilotos y equipos
| Equipo                  | Chasis                  | Motor                      | Neum. | Núm. | Piloto(s)              | Patrocinador                       | Notas                                                                              |
| Target Chip Ganassi     | Reynard 97i             | Honda                      | F     | 1    | Jimmy Vasser           | Target                             | Todas                                                                              |
| Target Chip Ganassi     | Reynard 97i             | Honda                      | F     | 4    | Alex Zanardi           | Target                             | Todas                                                                              |
| Target Chip Ganassi     | Reynard 97i             | Honda                      | F     | 4    | Arie Luyendyk          | Target                             | Ronda Fontana                                                                      |
| Marlboro Team Penske    | Penske PC-26-97         | Ilmor-Mercedes-Benz IC108D | G     | 2    | Al Unser Jr.           | Marlboro                           | Todas                                                                              |
| Marlboro Team Penske    | Penske PC-26-97         | Ilmor-Mercedes-Benz IC108D | G     | 3    | Paul Tracy             | Marlboro                           | Todas                                                                              |
| Walker Racing           | Reynard 97i             | Honda                      | G     | 5    | Gil de Ferran          | Valvoline/Cummins                  | Todas                                                                              |
| Newman-Haas Racing      | Swift 007.i             | Ford XB                    | G     | 6    | Michael Andretti       | Texaco/Kmart                       | Todas                                                                              |
| Newman-Haas Racing      | Swift 007.i             | Ford XD                    | G     | 11   | Christian Fittipaldi   | Budweiser/Kmart                    | Todas menos las fechas de Long Beach, Nazareth, Rio, Madison, Milwaukee y Detroit. |
| Newman-Haas Racing      | Swift 007.i             | Ford XD                    | G     | 11   | Roberto Moreno         | Budweiser/Kmart                    | Rondas desde Long Beach hasta Detroit                                              |
| Team Rahal              | Reynard 97i             | Ford XB                    | G     | 7    | Bryan Herta            | Shell                              | Todas                                                                              |
| Team Rahal              | Reynard 97i             | Ford XD                    | G     | 8    | Bobby Rahal            | Miller Lite                        | Todas                                                                              |
| Hogan Racing            | Reynard 97i             | Mercedes-Benz              | F     | 9    | Dario Franchitti (R)   | Sin patrocinador                   | Todas                                                                              |
| Hogan Racing            | Reynard 97i             | Mercedes-Benz              | F     | 9    | Robby Gordon           | Sin patrocinador                   | Ronda solo en Fontana                                                              |
| Bettenhausen Racing     | Reynard 97i             | Mercedes-Benz              | G     | 16   | Patrick Carpentier (R) | Alumax                             | Todas                                                                              |
| Bettenhausen Racing     | Reynard 97i             | Mercedes-Benz              | G     | 16   | Roberto Moreno         | Alumax                             | Rondas deVancouver y Laguna Seca                                                   |
| PacWest                 | Reynard 97i             | Mercedes-Benz              | F     | 17   | Maurício Gugelmin      | Hollywood                          | Todas                                                                              |
| PacWest                 | Reynard 97i             | Mercedes-Benz              | F     | 18   | Mark Blundell          | Motorola                           | Todas                                                                              |
| Payton/Coyne Racing     | Lola T97/00 Reynard 97i | Ford XD                    | G     | 19   | Michel Jourdain Jr.    | Herdez                             | Todas                                                                              |
| Payton/Coyne Racing     | Lola T97/00             | Ford XD                    | G     | 34   | Roberto Moreno         | Data Control                       | Ronda Homestead                                                                    |
| Payton/Coyne Racing     | Lola T97/00             | Ford XD                    | G     | 34   | Paul Jasper (R)        | HYPE                               | Solo las rondas desde Surfers Paradise hasta Milwaukee                             |
| Payton/Coyne Racing     | Lola T97/00 Reynard 97i | Ford XD                    | G     | 34   | Christian Danner       | HYPE                               | Solo las rondas de Detroit, Portland y Vancouver                                   |
| Payton/Coyne Racing     | Lola T97/00 Reynard 97i | Ford XD                    | G     | 34   | Charlie Nearburg (R)   | Nearburg Explorations              | Solo las rondas de Cleveland, Road America y Laguna Seca.                          |
| Payton/Coyne Racing     | Lola T97/00             | Ford XD                    | G     | 34   | Dennis Vitolo          | Smith Kline Beecham                | Solo las rondas deToronto, Míchigan, y Fontana                                     |
| Patrick Racing          | Reynard 97i             | Ford XB                    | F     | 20   | Scott Pruett           | Brahma                             | Todas                                                                              |
| Patrick Racing          | Reynard 97i             | Ford XD                    | F     | 40   | Raul Boesel            | Brahma                             | Todas                                                                              |
| Della Penna Motorsports | Lola T97/00             | Ford XD                    | G     | 21   | Richie Hearn           | Ralphs/Food 4 Less                 | Todas                                                                              |
| Arciero-Wells Racing    | Reynard 97i             | Toyota                     | F     | 24   | Hiro Matsushita        | Panasonic/Duskin                   | Todas                                                                              |
| Arciero-Wells Racing    | Reynard 97i             | Toyota                     | F     | 25   | Max Papis              | MCI                                | Todas                                                                              |
| Team KOOL Green         | Reynard 97i             | Honda                      | F     | 27   | Parker Johnstone       | KOOL                               | Todas                                                                              |
| Tasman Motorsports      | Lola T97/00             | Honda                      | F     | 31   | André Ribeiro          | LCI International/Marlboro         | Todas                                                                              |
| Tasman Motorsports      | Lola T97/00             | Honda                      | F     | 32   | Adrián Fernández       | Tecate/Quaker State                | Todas                                                                              |
| All American Racing     | Reynard 96i Reynard 97i | Toyota                     | G     | 36   | Juan Manuel Fangio II  | Castrol                            | Todas                                                                              |
| All American Racing     | Reynard 96i Reynard 97i | Toyota                     | G     | 98   | P.J. Jones             | Castrol                            | Todas                                                                              |
| Project Indy            | Lola T97/00             | Ford XD                    | G     | 64   | Dennis Vitolo          | JAG/Marcelo Group/ Hawaiian Tropic | Rondas de Homestead, Long Beach, Nazareth, Vancouver y Laguna Seca                 |
| Project Indy            | Lola T97/00             | Ford XD                    | G     | 64   | Arnd Meier (R)         | JAG/Marcelo Group/ Hawaiian Tropic | Todas menos Homestead, Long Beach, Nazareth, Vancouver y Laguna Seca               |
| Davis Racing            | Reynard 97i             | Ford XD                    | G     | 77   | Gualter Salles (R)     | Indusval                           | Todas                                                                              |
| Forsythe Racing         | Reynard 96i Reynard 97i | Mercedes-Benz              | F     | 99   | Greg Moore             | Player's/Indeck                    | Todas                                                                              |

## Resultados de la Temporada

### Calendario y Resultados
| Rond. | Competencia                                                    | Circuito                                      | Localización                            | Fecha            | Pole position     | Vuel. Rap.        | Ganador           | Equipo Ganador       |
| ----- | -------------------------------------------------------------- | --------------------------------------------- | --------------------------------------- | ---------------- | ----------------- | ----------------- | ----------------- | -------------------- |
| 1     | Marlboro Gran Premio de Miami Presentado por Toyota            | Homestead-Miami Speedway                      | Homestead, Florida                      | 2 de marzo       | Alex Zanardi      | Michael Andretti  | Michael Andretti  | Newman/Haas Racing   |
| 2     | Sunbelt Indy Carnival Gran Premio de Australia                 | Circuito callejero de Surfers Paradise        | Surfers Paradise, Queensland, Australia | 6 de abril       | Alex Zanardi      | Alex Zanardi      | Scott Pruett      | Patrick Racing       |
| 3     | Toyota Gran Premio de Long Beach                               | Circuito callejero de Long Beach              | Long Beach, California                  | 13 de abril      | Gil de Ferran     | Alex Zanardi      | Alex Zanardi      | Target Chip Ganassi  |
| 4     | Bosch Spark Plug Gran Premio de Nazareth Presentado por Toyota | Nazareth Speedway                             | Nazareth, Pennsylvania                  | 27 de abril      | Paul Tracy        | Paul Tracy        | Paul Tracy        | Marlboro Team Penske |
| 5     | Rio 400k                                                       | Autódromo de Jacarepaguá (Óvalo)              | Río de Janeiro, Brasil                  | 11 de mayo       | Maurício Gugelmin | Gil de Ferran     | Paul Tracy        | Marlboro Team Penske |
| 6     | Motorola 300 millas de Madison                                 | Gateway International Raceway                 | Madison, Illinois                       | 24 de mayo       | Raul Boesel       | Dario Franchitti  | Paul Tracy        | Marlboro Team Penske |
| 7     | Miller 200 Millas de Milwaukee                                 | Milwaukee Mile                                | West Allis, Wisconsin                   | 1 de junio       | Paul Tracy        | Paul Tracy        | Greg Moore        | Forsythe Racing      |
| 8     | ITT Automotive Gran Premio de Detroit                          | Circuito callejero de Belle Isle Park         | Detroit, Míchigan                       | 8 de junio       | Gil de Ferran     | Dario Franchitti  | Greg Moore        | Forsythe Racing      |
| 9     | Budweiser/G. I. Joe's 200 Gran Premio de Portland              | Portland International Raceway                | Portland, Oregón                        | 22 de junio      | Scott Pruett      | Raul Boesel       | Mark Blundell     | PacWest              |
| 10    | Medic Drug Gran Premio de Cleveland                            | Circuito de Cleveland Burke Lakefront Airport | Cleveland, Ohio                         | 13 de julio      | Alex Zanardi      | Alex Zanardi      | Alex Zanardi      | Target Chip Ganassi  |
| 11    | Molson Indy Toronto                                            | Circuito callejero de Exhibition Place        | Toronto, Ontario                        | 20 de julio      | Dario Franchitti  | Mark Blundell     | Mark Blundell     | PacWest              |
| 12    | USA 500 de Míchigan Presentado por Toyota                      | Michigan International Speedway               | Brooklyn, Míchigan                      | 27 de julio      | Scott Pruett      | Maurício Gugelmin | Alex Zanardi      | Target Chip Ganassi  |
| 13    | Miller Lite 200 de Ohio                                        | Mid-Ohio Sports Car Course                    | Lexington, Ohio                         | 10 de agosto     | Bryan Herta       | Alex Zanardi      | Alex Zanardi      | Target Chip Ganassi  |
| 14    | Texaco/Havoline 200 millas al Gran Premio de Road America      | Road America                                  | Elkhart Lake, Wisconsin                 | 17 de agosto     | Maurício Gugelmin | Alex Zanardi      | Alex Zanardi      | Target Chip Ganassi  |
| 15    | Molson Indy Vancouver                                          | Circuito Callejero de Vancouver               | Vancouver, Columbia Británica           | 31 de agosto     | Alex Zanardi      | Alex Zanardi      | Maurício Gugelmin | PacWest              |
| 16    | Honda Gran Premio de Monterey                                  | Mazda Raceway Laguna Seca                     | Monterey, California                    | 7 de septiembre  | Bryan Herta       | Mark Blundell     | Jimmy Vasser      | Target Chip Ganassi  |
| 17    | Marlboro 500 presented by Toyota                               | Auto Club Speedway                            | Fontana, California                     | 28 de septiembre | Maurício Gugelmin | Greg Moore        | Mark Blundell     | PacWest              |

     Óvalo
     Circuito

### Estadísticas Finales
| Pos. | Piloto                | MIA | SUR | LBH | NAZ | RIO | GAT | MIL | DET | POR | CLE | TOR | MIC | MDO | ROA | VAN | LAG | FON | Puntos |
| ---- | --------------------- | --- | --- | --- | --- | --- | --- | --- | --- | --- | --- | --- | --- | --- | --- | --- | --- | --- | ------ |
| 1    | Alex Zanardi          | 7   | 4   | 1*  | 11  | 4   | 4   | 13  | 26  | 11  | 1   | 2   | 1*  | 1*  | 1   | 4   | 3   | DNS | 195    |
| 2    | Gil de Ferran         | 22  | 5   | 21  | 4   | 11  | 3   | 7   | 3*  | 2   | 2*  | 25  | 3   | 6   | 3   | 3   | 5   | 6   | 162    |
| 3    | Jimmy Vasser          | 3   | 12  | 9   | 5   | 9   | 5   | 3   | 4   | 19  | 13  | 7   | 24  | 5   | 8   | 2*  | 1*  | 2   | 144    |
| 4    | Maurício Gugelmin     | 6   | 17  | 2   | 9   | 22  | 6   | 5   | 16  | 6*  | 15  | 6   | 6   | 7   | 2   | 1   | 9   | 4   | 132    |
| 5    | Paul Tracy            | 2   | 19* | 7   | 1*  | 1   | 1   | 6   | Wth | 7   | 7   | 10  | 4   | 27  | 28  | 28  | 26  | 26  | 121    |
| 6    | Mark Blundell         | 14  | 8   | 13  | 19  | 8   | 24  | 12  | 17  | 1   | 9   | 1*  | 2   | 26  | 16* | 7   | 2   | 1   | 115    |
| 7    | Greg Moore            | 4   | 2   | 23  | 16  | 2   | 13  | 1*  | 1   | 5   | 24  | 23  | 27  | 2   | 18  | 17  | 24  | 13  | 111    |
| 8    | Michael Andretti      | 1*  | 3   | 22  | 2   | 21  | 11* | 2   | 2   | 8   | 23  | 4   | 21  | 8   | 26  | 16  | 27  | 19  | 108    |
| 9    | Scott Pruett          | 5   | 1   | 3   | 10  | 3   | 19  | 9   | 24  | 17  | 8   | 5   | 14  | 9   | 5   | 18  | 16  | 7   | 102    |
| 10   | Raul Boesel           | 17  | 7   | 8   | 8   | 5   | 14  | 4   | 6   | 3   | 16  | 8   | 18  | 4   | 21  | 6   | 8   | 20  | 91     |
| 11   | Bryan Herta           | 10  | 22  | 6   | 7   | 6   | 22  | 15  | 7   | 21  | 3   | 17  | 5   | 24  | 11  | 8   | 6   | 21  | 72     |
| 12   | Bobby Rahal           | 16  | 10  | 10  | 6   | 10* | 20  | 11  | 9   | 24  | 5   | 9   | 17  | 3   | 6   | 24  | 19  | 5   | 70     |
| 13   | Al Unser Jr.          | 27  | 27  | 4   | 3   | 7   | 18  | 20  | 8   | 25  | 4   | 20  | 20  | 22  | 7   | 5   | 11  | 22  | 67     |
| 14   | André Ribeiro         | 12  | 6   | 14  | 26  | 15  | 10  | 26  | 25  | 13  | 14  | 3   | 23  | 10  | 22  | 10  | 4   | 17* | 45     |
| 15   | Christian Fittipaldi  | 26  | 28  |     |     |     |     |     |     | 4   | 6   | 11  | 16  | 21  | 4   | 9   | 21  | 9   | 42     |
| 16   | Parker Johnstone      | 8   | 21  | 5   | 17  | 12  | 7   | 25  | 20  | 9   | 10  | 12  | 25  | 12  | 23  | 11  | 12  | 11  | 36     |
| 17   | Patrick Carpentier    | 9   | 15  | 15  | 12  | 28  | 2   | 8   | 15  | 16  | 12  | 16  | 15  | 15  | 27  |     |     | DNS | 27     |
| 18   | Adrián Fernández      | 13  | 11  | 11  | 23  | 26  | 8   | 24  | 27  | 10  | 17  | 14  | 26  | 23  | 12  | 19  | 23  | 3   | 27     |
| 19   | Roberto Moreno        | 24  |     | 24  | 14  | 18  | 25  | 10  | 5   |     |     |     |     |     |     | 15  | 10  |     | 16     |
| 20   | Gualter Salles        | 15  | 24  | 18  | 24  | 19  | 12  | 22  | 21  | 23  | 19  | 18  | 10  | 20  | 13  | 26  | 7   | 14  | 10     |
| 21   | Richie Hearn          | 11  | 13  | 27  | 18  | 14  | 9   | 23  | 23  | 14  | 28  | 27  | 22  | 13  | 9   | 22  | 25  | 15  | 10     |
| 22   | Dario Franchitti      | 25  | 9   | 12  | 13  | 27  | 17  | 16  | 13  | 26  | 11  | 26  | 19  | 11  | 25  | 13  | 13  |     | 10     |
| 23   | Juan Manuel Fangio II | 20  | 20  | 26  | 15  | 20  | 23  | 21  | 10  | 22  | 21  | 19  | 11  | 25  | 10  | 12  | 15  | 27  | 9      |
| 24   | Max Papis             | 19  | 14  | 25  | 22  | 13  | 26  | 19  | 11  | 28  | 27  | 15  | 8   | 14  | 15  | 20  | 14  | 12  | 8      |
| 25   | Dennis Vitolo         | 23  |     | Wth | DNS |     |     |     |     |     |     | 28  | 7   |     |     | 27  | 20  | 16  | 6      |
| 26   | Robby Gordon          |     |     |     |     |     |     |     |     |     |     |     |     |     |     |     |     | 8   | 5      |
| 27   | Hiro Matsushita       | 21  | 25  | 20  | 25  | 23  | 15  | 17  | 19  | 15  | 20  | 22  | 9   | 19  | 24  | 14  | 28  | 23  | 4      |
| 28   | P.J. Jones            | 28  | 26  | 16  | 21  | 16  | 21  | 14  | 14  | 20  | 25  | 21  | 28  | 17  | 14  | 25  | 17  | 10  | 3      |
| 29   | Michel Jourdain Jr.   | 18  | 18  | 17  | 20  | 17  | 16  | 27  | 22  | 12  | 18  | 13  | 13  | 18  | 20  | 21  | 22  | 18  | 1      |
| 30   | Arnd Meier            |     | 16  |     |     | 25  | DNS |     | 18  | 18  | 22  | 24  | 12  | 16  | 19  |     |     | 25  | 1      |
| 31   | Christian Danner      |     |     |     |     |     |     |     | 12  | 27  |     |     |     |     |     | 23  |     |     | 1      |
| 32   | Charlie Nearburg      |     |     |     |     |     |     |     |     |     | 26  |     |     | DNS | 17  |     | 18  |     | 0      |
| 33   | Paul Jasper           |     | 23  | 19  | DNS | 24  | DNS | 18  |     |     |     |     |     |     |     |     |     |     | 0      |
| 34   | Arie Luyendyk         |     |     |     |     |     |     |     |     |     |     |     |     |     |     |     |     | 24  | 0      |
| Pos. | Piloto                | MIA | SUR | LBH | NAZ | RIO | GAT | MIL | DET | POR | CLE | TOR | MIC | MDO | ROA | VAN | LAG | FON | Puntos |

| Color          | Result                                             |
| -------------- | -------------------------------------------------- |
| Oro            | Ganador                                            |
| Plata          | Segundo lugar                                      |
| Bronce         | Tercer lugar                                       |
| Verde          | Cuarto y quinto lugar                              |
| Celeste        | 6º-12º lugar (terminó la carrera)                  |
| Azul oscuro    | Finalizó la carrera fuera del Top 12               |
| Violeta        | No finalizó la carrera                             |
| Rojo           | No se clasificó a la carrera (DNQ)                 |
| Marrón         | Retiro del evento (Ret)                            |
| Negro          | Descalificado (DSQ)                                |
| Blanco         | No comenzó la carrera (DNS)                        |
| Sin color      | No participó (DNP)                                 |
| Negrita        | Pole position                                      |
| Cursiva        | Piloto que hizo la vuelta más rápida de la carrera |
| *              | Piloto con más vueltas lideradas                   |
| Novato del Año |                                                    |
| Novato         |                                                    |

### Sistema de Puntuación
Los puntos para la temporada se otorgaron sobre la base de los lugares obtenidos por cada conductor (independientemente de que si el coche está en marcha hasta el final de la carrera):
| Posición | 1  | 2  | 3  | 4  | 5  | 6 | 7 | 8 | 9 | 10 | 11 | 12 |
| Puntos   | 20 | 16 | 14 | 12 | 10 | 8 | 6 | 5 | 4 | 3  | 2  | 1  |

#### Puntos de bonificación
- 1 Punto Para la Pole Position
- 1 Punto por liderar la mayoría de vueltas de la carrera